# Петров, Анатолий Александрович (инженер)
Анатолий Александрович Петров (5 мая 1936, Москва — 1 октября 2011, там же) — инженер-исследователь, конструктор, специалист в области создания электромеханических приборов автоматики ядерных боеприпасов.
Окончил МЭИ (1959).
В 1959—2004 гг. работал во ВНИИА в должностях от инженера до начальника научно-исследовательского отдела.
Лауреат Государственной премии СССР 1979 г. за создание и освоение в серийном производстве ядерных боеприпасов для торпедного оружия.
Награды: орден Трудового Красного Знамени (1976), медали «За доблестный труд. В ознаменование 100-летия со дня рождения В. И. Ленина», «Ветеран труда», «За спасение погибавших», «В память 850-летия Москвы».